# Eyvind Skeie
Eyvind Skeie (født 5. november 1947) er en norsk præst og forfatter.
Skeie er uddannet teolog. Han var kapellan i Grønnåsen menighed i Tromsø mellem 1975 og 1980, senere ansat i Oslo Indremission og derefter kapellan i Oslo Domkirke 1984 – 1985. Derefter har han arbejdet som forfatter, salmedigter og foredragsholder.
Han har skrevet flere børneprogrammer for NRK, blandt andet Portveien 2 og Sesam Stasjon, og har også skrevet faglitteratur, digtsamlinger og fortællinger for børn og voksne.
Skeie har også haft et internationalt engagement. I en periode havde han nær kontakt med miljøer i Aserbajdsjan og deltog i en arkæologisk udgravning. Han rejste også med Thor Heyerdahl fra Baku til Tbilisi i en søgen efter Odin.

## Salmer
To salmer af Eyvind Skeie er optaget i Den Danske Salmebog:
- Vi synger med Maria
- En dag skal Herrens skaberdrømme møde.

## Priser og udmærkelser
- Riksmålsforbundets barne- och ungdomsbokpris 1991
- Petter Dass-prisen 2004